# خالد ريفز
خالد ريفز (بالإنجليزية: Khalid Reeves)‏ مواليد 15 يوليو 1972 في كوينز، نيويورك، هو لاعب كرة سلة أمريكي. بدأ مسيرته الاحترافية في سنة 1994. تم اختياره من قبل فريق ميامي هيت خلال الدرافت. يبلغ طوله 6 قدم 3 بوصة (1.9 م). اعتزل اللعب في 2005.

## المسيرة الاحترافية
لعب مع ميامي هيت في موسم 1994–1995، ثم لعب مع شارلوت هورنتس في موسم 1995–1996، ثم لعب مع بروكلين نتس في سنة 1997، ثم لعب مع دالاس مافيريكس في سنة 1999، ثم لعب مع ديترويت بيستونز في سنة 1999، ثم لعب مع شيكاغو بولز في سنة 1999.

## روابط خارجية
- خالد ريفز على موقع الاتحاد الدولي لكرة السلة (الإنجليزية)
- خالد ريفز على موقع إن بي أي (الإنجليزية)
- خالد ريفز على موقع سبورتس رفرنس (الإنجليزية)
- خالد ريفز على موقع كرة السلة الأوروبية.كوم (الإنجليزية)
- خالد ريفز على موقع كلية كرة السلة في سبورتس رفرنس.كوم (الإنجليزية)
- خالد ريفز على موقع ريلجم (الإنجليزية)
- خالد ريفز على موقع بروبوليرز (الإنجليزية)